# Amici mostri
Amici mostri è stato un programma televisivo italiano per ragazzi, in onda dal 1992 al 1994 su Telemontecarlo, dal lunedì al venerdì dalle 14.00.

## Storia
Prodotto da Carlo Briani, il programma era una combinazione tra un gioco a quiz per bambini e una sitcom dalle ambientazioni grottesche, ma comiche.
Ogni puntata era divisa in due parti, inframezzate da cartoni animati. La trama del programma vedeva il Professor Ugo de Ughis, la sua assistente Ulla Op e i mostri buoni Testina, Rosput e Durango affrontare e sconfiggere i piani di distruzione dell'ambiente e di conquista del mondo del malvagio Inquinetor e del suo tirapiedi Bis-Nes. In ogni puntata, il professore veniva coadiuvato anche da tre "guerrieri bionici" (ossia tre bambini), che durante la puntata dovevano rispondere a varie domande del professore: il concorrente "vincitore" della puntata otteneva come "premio" di diventare l'incaricato del professore per sabotare il piano di Inquinetor.
La seconda edizione, andata in onda fra il 1993 e il 1994, mantenne lo stesso format con due modifiche al cast: l'ex-gatto di Vicolo Miracoli Nini Salerno sostituì Fulvio Falzarano nel ruolo del professore (che viene ribattezzato "Professor Pellican") e il comico Adolfo Margiotta sostituì Lamberto Petrecca nel ruolo di Rosput.

## Personaggi
- Professor Ugo de Ughis (Fulvio Falzarano, prima edizione) / Professor Pellican (Nini Salerno, seconda edizione): scienziato geniale ma ingenuo, è il protagonista della trasmissione. La sua principale invenzione è il "cilindro bionico", un macchinario che avrebbe dovuto creare dei supereroi invincibili e che, invece, produce tre mostri orrendi, ma dal cuore buono. Mentre continua a lavorare alle sue invenzioni, combatte (insieme alla sua assistente, ai tre mostri e ai bambini che partecipano alla puntata) i piani del malvagio Inquinetor.
- Ulla Op (Alessia Marcuzzi, edizioni 1-2): giovane assistente del professore, di cui è follemente innamorata. Spesso tenta di distogliere il professor De Ughis/Pellican dai suoi esperimenti e coronare il suo sogno d'amore, ma con scarsi risultati.
- Testina (Elio Zoccarato, edizioni 1-2): uno dei tre mostri prodotto dal "cilindro bionico", ha la pelle di colore giallo, la bocca estremamente pronunciata con labbra di colore viola e un cervello che sporge nettamente dalla testa. Vestito con una lunga tunica marrone, solitamente indossa un casco a forma di innaffiatoio rovesciato per coprire la faccia. Spesso si blocca mentre parla (caratteristica che gli ha valso il soprannome, appunto, di "testina").
- Rosput (Lamberto Petrecca, prima edizione / Adolfo Margiotta, seconda edizione): uno dei tre mostri prodotto dal "cilindro bionico", è un rospo di forma umanoide vestito da principe, con due occhi gialli e tondi che sporgono dalla faccia. Pauroso di natura, è quasi sempre designato come "volontario" nei tentativi di scoprire i piani malvagi di Inquinetor. Viene spesso convinto dai bacetti di Ulla Op a superare le proprie paure.
- Durango (Attilio Marangoni, edizioni 1-2): uno dei tre mostri prodotto dal "cilindro bionico", è un orango dalla pelle grigia e con enormi orecchie simili a quelle di un pipistrello. Appare sempre vestito con una tuta da pugile color senape e con dei guantoni appesi al collo.
- Ciccio (poi Psico, voce di Stefano Cianca, edizioni 1-2): è uno scheletro di cui sono visibili soltanto testa, collo e mani. Era l'assistente del professore prima che arrivasse Ulla Op a sostituirlo. Funge da voce narrante, con un marcato accento napoletano, e introduce ogni puntata prima della sigla.[5] Al contrario degli altri mostri, tiene testa al professore e non ha paura di rispondere anche in maniera polemica.
- Inquinetor (Mauro Serio, edizioni 1-2): il cattivo del programma, è un imprenditore senza scrupoli dalla pelle colore grigio smog, il cui obiettivo è inquinare il mondo per poi conquistarlo. Tenta più volte di coinvolgere professor De Ughis/Pellican nei suoi piani malvagi, senza mai riuscirci. I suoi tentativi di conquista del mondo vengono puntualmente frustrati in ogni puntata.
- Bis-Nes (Massimo Sangermano, edizioni 1-2): assistente di Inquinetor, è completamente asservito al suo padrone. Ha la pelle di colore verde, i capelli perennemente scomposti, gli incisivi molto pronunciati e un altrettanto pronunciato rotacismo. Si muove spesso in maniera nevrotica e scomposta ed è protagonista di molti siparietti comici con il suo capo.

## Colonna sonora
Nel 1992 venne pubblicata la colonna sonora del programma per la Globo Records. Alle sigle di inizio e di fine del programma interpretate dal cast del programma, vennero aggiunte varie cover e medley di altre canzoni, sia per bambini sia di autori del momento (come Brutta di Alessandro Canino, Esatto! di Francesco Salvi, Ciao mamma di Jovanotti e Viva la mamma di Edoardo Bennato), eseguite da Cinzia Zanna, Marco Tocilj, Sandra Mara Azevedo e Fabio Di Cocco.

### Tracce
1. Amici in tutti i sensi (Rossi, Marangon)
2. La canzone di Topolino / Supercalifragilistichespiralidoso / Quarantaquattro gatti
3. Brutta
4. I 3 porcellini / Bibbidibobbidi bu / Un poco di zucchero
5. Rapanella
6. Arrivano i mostri (Rossi, Marangon)
7. Cip e ciop / Ninna nanna / Hippity ho
8. Voulez vous dancer / Esatto
9. Madama Doré / O che bel castondo
10. Ciao mamma / Viva la mamma
11. Amici Mostri (versione strumentale) (Rossi, Marangon)